# Henryk Kern
Henryk Kern (ur. 3 sierpnia 1903 w Wilnie, zm. 28 marca 2004 w Warszawie), uczony polski, profesor nauk rolniczych, specjalista łąkarstwa.
W 1924 otrzymał świadectwo dojrzałości w Gimnazjum im. Adama Mickiewicza w Wilnie. Ukończył Szkołę Główną Gospodarstwa Wiejskiego. Pracował m.in. jako kierownik Zakładu Łąkarskiego w Zakładzie Doświadczalnym Uprawy Torfowisk pod Sarnami oraz instruktor łąkarstwa w izbach rolniczych we Lwowie i Krakowie. Po II wojnie światowej był adiunktem na Wydziale Rolnym Uniwersytetu i Politechniki Wrocławskiej, pracował także w instytutach naukowych zajmujących się rolnictwem. Wykładowca Wyższej Szkoły Rolniczej w Olsztynie (późniejsza Akademia Rolniczo-Techniczna), w 1952 organizował i został kierownikiem Zakładu Łąk i Pastwisk (od 1957 Katedra Uprawy Łąk i Pastwisk) na Wydziale Rolniczym tej uczelni; był również prodziekanem Wydziału Rolniczego WSR. W 1964 przeniósł się do Wyższej Szkoły Rolniczej w Lublinie, gdzie do 1973 pełnił funkcję kierownika Katedry Łąkarstwa.
Wchodził w skład wielu komitetów, rad, komisji i towarzystw naukowych, m.in. był członkiem Prezydium Komitetu Melioracji, Łąkarstwa i Torfoznawstwa PAN oraz członkiem Rady Naukowo-Technicznej przy Ministrze Rolnictwa.
Był pionierem polskich badań z zakresu łąkarstwa, nasiennictwa i hodowli traw, autorem wielu prac naukowych, promotorem i recenzentem prac doktorskich i habilitacyjnych oraz wniosków o tytuły profesorskie.
Odznaczony został m.in. Krzyżem Kawalerskim Orderu Odrodzenia Polski (1972) oraz Medalem 10-lecia PRL (1955). Otrzymał również odznaczenia uczelniane - Złotą Odznakę Akademii Rolniczej w Lublinie i Medal Wydziału Kształtowania Środowiska i Rolnictwa Uniwersytetu Warmińsko-Mazurskiego w Olsztynie.
Należał do Polskiej Korporacji Akademickiej Varsovia, w latach 1927-29 jej sekretarz.